# Santa Ana (Pampanga)
Santa Ana (Kapampangan: Balen ning Santa Ana; Tagalog: Bayan ng Santa Ana)  è una municipalità di quarta classe delle Filippine, situata nella Provincia di Pampanga, nella regione di Luzon Centrale.
Santa Ana è formata da 14 baranggay:
- San Agustin
- San Bartolome
- San Isidro
- San Joaquin (Pob.)
- San Jose
- San Juan
- San Nicolas
- San Pablo
- San Pedro
- San Roque
- Santa Lucia
- Santa Maria
- Santiago
- Santo Rosario